# HMS Trinidad (46)
Pour les articles homonymes, voir Trinidad.
Le HMS Trinidad (pennant number 46) est un croiseur léger de la classe Crown Colony. Chaque croiseur porte le nom d'une colonie de la Couronne. Il a principalement escorté des convois de l'Arctique pendant la seconde guerre mondiale.

## Construction
Il est construit au chantier naval de Devonport.

## Historique
En janvier 1942, il escorte le convoi PQ 8, un convoi passant par l'océan Arctique. Malgré l'escorte, un cargo et un destroyer sont torpillés. Il participe à l'escorte du convoi retour QP6. En mars 1942, il couvre le convoi QP 8. Le 29 mars 1942, il est pris à partie, aux côtés du HMS Eclipse, par les destroyers allemands Z 24, Z 25 et Z 26. Ceux-ci étaient à la recherche du convoi PQ 13. Le croiseur endommage le destroyer Z 26 et lance une torpille qui fait un arc de cercle à la suite d'un mauvais fonctionnement. Il est touché par sa propre torpille. 32 personnes sont tuées. Il se dirige ensuite vers Mourmansk pour entamer des réparations.
Le 13 mai 1942, le HMS Trinidad reprend la mer pour l’Angleterre. Sa vitesse reste limitée à 20 nœuds. Le 14 mai, il subit un raid aérien d'une vingtaine de bombardiers Ju 88. Le navire est touché à plusieurs reprises et prend feu. 63 personnes sont tuées lors de cette attaque. Le navire devient incontrôlable. Il est abandonné.
Il sera coulé, le lendemain 15 mai 1942, par les torpilles du destroyer HMS Matchless au sud du Svalbard (73° 37′ N, 23° 27′ E).